# NATO Training Mission - Iraq

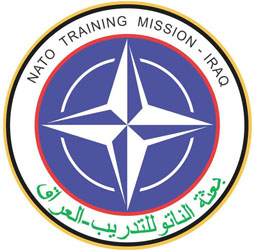
L'emblema della operazione militare NATO Training Mission – Iraq

La NATO Training Mission – Iraq, nota anche con l'acronimo NTM-I è un'operazione militare svolta in Iraq dalle forze della NATO al fine di contribuire allo sviluppo delle forze armate e della polizia irachena addestrandone il personale e sviluppandone dottrina e organizzazione sotto il comando della Multi-National Force – Iraq.
La missione è iniziata nel dicembre 2004 presso "Ar Rustamiyah" a sud-est di Baghdad. Dal agosto 2010, sotto il comando del tenente generale statunitense James Dubik operano circa 170 militari tra istruttori e personale di sostegno.
Il Comando NATO di Bruxelles ha dichiarato conclusa la missione il 31 dicembre 2011 riattivandola tuttavia, su richiesta del governo iracheno, nell'ottobre 2018.

## Organigramma
- Stati Uniti - Gli Stati Uniti hanno fornito 60 istruttori militari, una compagnia di sicurezza più supporto aereo e logistico.[2]
- Danimarca - Il contingente di forze danesi per l'addestramento delle Forze armate irachene è composto da 10 istruttori e sette soldati delle forze di sicurezza dal settembre 2007.[2][3]
- Paesi Bassi - Sono impiegati 10 uomini della Koninklijke Marechaussee e 15 istruttori militari in Iraq dal settembre 2007 al febbraio 2009.[4]
- Regno Unito - Il Regno Unito fornisce 11 istruttori.[2]
- Italia - Nel settembre 2007 erano impiegati 8 ufficiali delle forze armate.[2] La Marina Militare fornisce consulenza alle forze navali irachene. Vi era, inoltre, un contingente di circa 50 carabinieri.[5]
- Turchia - Dal settembre 2007, sono impiegati due uomini a Baghdad[2]
- Romania - Dal settembre 2007, ci sono due istruttori con la possibilità di impiegarne altri cinque.[2]
- Lituania - Dal settembre 2007, ci sono 4 istruttori lituani.[2]
- Estonia - Tre ufficiali dall'ottobre 2008.[6]
- Ucraina - Otto ufficiali dal febbraio 2008.[7]
- Polonia - Viene impiegato un ufficiale dal settembre 2008
- Bulgaria - Nell'ottobre 2006, il governo bulgaro inviò 4 ufficiali.[8]
- Albania

## Ritirati
- Portogallo - Il Portogallo ha inviato 10 soldati.[2]
- Rep. Ceca - Quattro uomini impiegati dal dicembre 2008[9]
- Islanda - Un ufficiale di pubblica informazione è stato ritirato nel settembre 2007.[2]
- Slovacchia - Cinque istruttori sono stati ritirati nell'aprile 2007.[2]
- Slovenia - Quattro istruttori furono inviati in Iraq nel 2006, in seguito ritirati[2]
- Norvegia - Nel settembre 2007 sono stati ritirati 10 istruttori.[2]
- Ungheria - Ci sono 3 soldati dell'Esercito ungherese dal novembre 2008[2]

## Altri contributori NATO
- Germania,  Giappone,  Emirati Arabi Uniti,  Belgio -  Attività addestrativa quadrinazionale condotta negli Emirati Arabi Uniti condotta per gli ufficiali di polizia iracheni dal dicembre 2003 e dal dicembre 2004 alle forze logistiche.[2]
- Canada,  Francia - Hanno offerto attività addestrativa all'esterno dell'Iraq. La Francia ha proposto di tenere tali attività in Qatar[2].
- Ungheria - Ha donato carri armati usati all'esercito iracheno.[2]
- Polonia,  Bulgaria,  Spagna,  Norvegia,  Germania - Organizzano programmi addestrativi sul proprio territorio a favore delle forze di sicurezza irachene. Lettonia, Lituania e Turchia hanno proposto di organizzare programmi simili.
- Canada,  Germania,  Spagna,  Stati Uniti - Hanno contribuito con una donazione di oltre mezzo milione di dollari al fondo fiduciario della missione.[2]

## Contributori non appartenenti alla NATO
- Giordania - Pur non essendo membro della NATO, il contributo della Giordania a questa missione è stato sicuramente il più importante con la formazione di oltre 50.000 ufficiali di polizia al febbraio 2007, oltre ad un piccolo numero di soldati ed avieri delle forze armate irachene.[2] La Giordania ha inoltre donato un gran numero di carri armati.
- Egitto - Ha organizzato una campagna addestrativa congiunta con una compagnia dell'Esercito iracheno nel 2004.[2]